# Будинок торгівлі (Кременчук)
Будинок торгівлі в Кременчуці — будівля в стилі сталінського ампіру, розташована на червоній лінії забудови вулиці Соборної, у центральній частині міста, поблизу площі Незалежності навпроти скверу ім. Олега Бабаєва. Був збудований в період відновлення міста після Другої світової війни. До 2016 року Будинок торгівлі мав статус пам'ятки архітектури місцевого значення.

## Історія
1943 року німецькі війська, відступаючи, підірвали будівлю Кременчуцької міської управи. В післявоєнний період розпочалася комплексна відбудова міста, яке було зруйноване більше ніж на 90 відсотків. Руїни міської управи були розібрані, і на їхньому місці розпочалося будівництво нової будівлі в стилі сталінського ампіру, яка була відкрита 9 червня 1961 року і в якій розмістився будинок торгівлі. 

## Опис
Будинок триповерховий, Н-подібний у плані, довші крила звернуті в глибину кварталу. Композиція симетрична. По головному фасаду в  міжвіконних проміжках розташовані 8 півколон з пілястрами на висоту трьох поверхів; дві півколони пообіч входу – з канелюрами. Будинок вивершений аттиком зі скульптурною композицією в центрі. Карниз із модильйонами. Віконні отвори першого і третього поверхів прямокутні, другого поверху – лучкові з наличниками. Між другим і третім поверхами молдинг.
У коротких крилах будівлі, які зовсім небагато виступають вперед порівняно з центральною частиною, були розташовані ресторан «Україна» та гастроном. 
Спочатку фасади були облицьовані спеціально виготовленою кам’яною шліфованою плиткою світло-бежевого кольору. В 2008-2009 рр. плитка була оббита, фасади потиньковані і пофарбовані. Потім по головному фасаду між півколонами були встановлені МАФи для вуличної торгівлі, виготовлені за єдиним проектом, які повністю перекрили вікна вітринного типу. Це суттєво змінило зовнішній вигляд будівлі. У 2016 році видозмінений картуш на аттику: був напис «МТ УССР», залишилися літери «МТ». 
В цьому будинку працювала Заслужений працівник торгівлі України, засновник і директор приватного підприємства «Будинок торгівлі» Є.Т.Добрик.
У пам’ять про Є.Т. Добрик на фасаді правого крила будинку встановлена меморіальна дошка складної конфігурації з рожевого граніту (1,25 х 0,70 х 0,03 м) з овальним портретним зображенням на чорному габро (0,60 х 0,40 м) і пам’ятним написом: «Засновник і директор приватного підприємства Будинок торгівлі 2002-2006 Депутат міської ради 5-ти скликань Заслужений  працівник торгівлі України Добрик Євгенія Тимофіївна».
Будинок торгівлі став найпізнішою за часом зведення міською спорудою, яка була внесена в реєстр пам'яток архітектури Кременчука. В наступні роки зводилися простіші будівлі.
2016 року відбувся демонтаж радянської символіки на будівлі: надпису «УРСР» та меморіальної дошки, присвяченої прийняттю 1917 року в колишньому будинку міської управи рішення щодо встановлення радянської влади.
Згідно із затвердженим 2016 року охоронним списком, Будинок торгівлі більше не є пам'яткою архітектури.